# Kabupaten de Blora
Le kabupaten de Blora, en indonésien Kabupaten Blora, est un kabupaten de la province indonésienne de Java central. Son chef-lieu est Blora.

## Géographie
Le kabupaten de Blora est bordé :
- Au nord, par ceux de Pati et Rembang,
- À l’est et au sud, par la province de Java oriental et
- À l'ouest, par le kabupaten de Grobogan.

Blora est constitué de plaines et de collines de 20 à 280 m d'altitude. Le nord consiste en collines faisant partie de la chaîne des Kapur Utara. Le sud est également constitué de collines, qui font partie de la chaîne des Kendeng.
La moitié du kabupaten est constituée de forêts.
Le Lusi est le principal cours d'eau. Il prend sa source dans les Kapur Utara, coule vers l'ouest et se jette dans le Serang.

## Histoire
Au XVIe siècle, Blora faisait partie du kadipaten de Jipang, vassal du royaume de Demak. L'adipati de Jipang était alors Aryo Penangsang, plus connu sous le nom d'Aria Jipang. Le kadipaten couvrait alors également les territoires de actuels kabupaten de Pati de Lasem.
Lorsque le prince Hadiwijaya de Pajang (plus connu sous son nom populaire de Jaka Tingkir) hérite du trône de Demak, la capitale est transférée à Pajang.
Lorsque le royaume de Mataram soumet Pajang, Blora se retrouve intégrée à ce dernier.
Sous le règne du roi Paku Buwana I (règne 1704-1719), Blora est donnée en apanage à son fils, le prince Blitar. Sous le roi Amangkurat IV (règne 1719-1727), Blora revient sous la coupe directe de Mataram.
Lors de la rébellion du prince Mangkubumi (1727 – 1755), oncle du roi Paku Buwana II (règne 1727-1749), Blora passe sous le contrôle des forces rebelles. Mangkubumi nomme le chef de ses troupes, Wilotikto, bupati de Blora, par une charte datée du jeudi kliwon, 2e jour du mois de Sura de l'année javanaise 1675, c'est-à-dire le 11 décembre 1749.
Avec la signature du traité de Giyanti en 1755, qui met fin à la rébellion, Mataram est divisée en deux royaumes, Surakarta avec comme souverain Paku Buwana III, et Yogyakarta avec comme souverain Mangkubumi, qui prend le titre de Sultan Hamengku Buwana I. Blora est incluse dans Surakarta.

## Lestumenggungde l'époque de Mataram et lesregentende l'époque coloniale
1. Tumenggung Wilotikto (1749-1762)

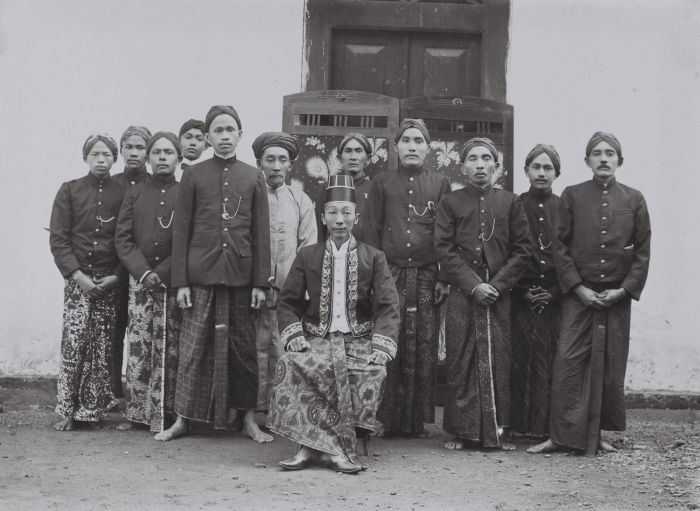
Le regent de Blora R. T. A. Said Abdulkadir Djaelani en 1921

2. Raden Tumenggung Djajeng Tirtonoto (1762 - 1782)
3. R. T. Tirtokoesoemo (1782 - 1812)
4. R. T. Prawirojoedo (1812 - 1823)
5. R. T. Tirtonagoro III (1823 - 1842)
6. Raden Tumenggung Ario Tjokronagoro I (1842)
7. R. A. Tirtonagoro IV (1843 - 1847)
8. R. T. Notowidjojo (1847 - 1857)
9. R. T. Tjokronagoro II (1857 - 1885)
10. R. M. T. A. Tjokronagoro III (1886 - 1908)
11. R. T. A. Said Abdulkadir Djaelani (1908 - 1925)
12. R. M. A. Tjakraningrat (1926 - 1939)[1]
13. R.T. Moerjono Djojodigdo (1939 - 1943)[2]
14. R. M. Soedjono (1943, 1949)[3]

## Source
- (id) / Site du kabupaten de Blora